# شون كينغ (لاعب كرة الماء)
شون كينغ (بالإنجليزية: Sean King)‏ هو لاعب كرة الماء بريطاني، ولد في 3 مايو 1989.

## وصلات خارجية
- شون كينغ على موقع الاتحاد الدولي للسباحة (الإنجليزية)
- شون كينغ على موقع أوليمبيديا (الإنجليزية)
- شون كينغ على موقع اللجنة الأولمبية البريطانية (الإنجليزية)